# خاير إدواردو بريتو دا سيلفا
خاير إدواردو بريتو دا سيلفا (بالبرتغالية: Jair Eduardo Brito da Silva‏) (10 يونيو 1988 في بيلوتاس في البرازيل – )؛ هو لاعب كرة قدم كان يلعب كمهاجم.

## وصلات خارجية
- خاير إدواردو بريتو دا سيلفا على موقع رابطة كرة القدم اليابانية للمحترفين (اليابانية)
- خاير إدواردو بريتو دا سيلفا على موقع دوري كوريا الجنوبية (الإنجليزية)
- خاير إدواردو بريتو دا سيلفا على موقع قاعدة بيانات كرة القدم.إي يو (الإنجليزية)
- خاير إدواردو بريتو دا سيلفا على موقع Soccerway.com (الإنجليزية)
- خاير إدواردو بريتو دا سيلفا على موقع عالم كرة القدم.نت (الإنجليزية)